# Henriette Voigt

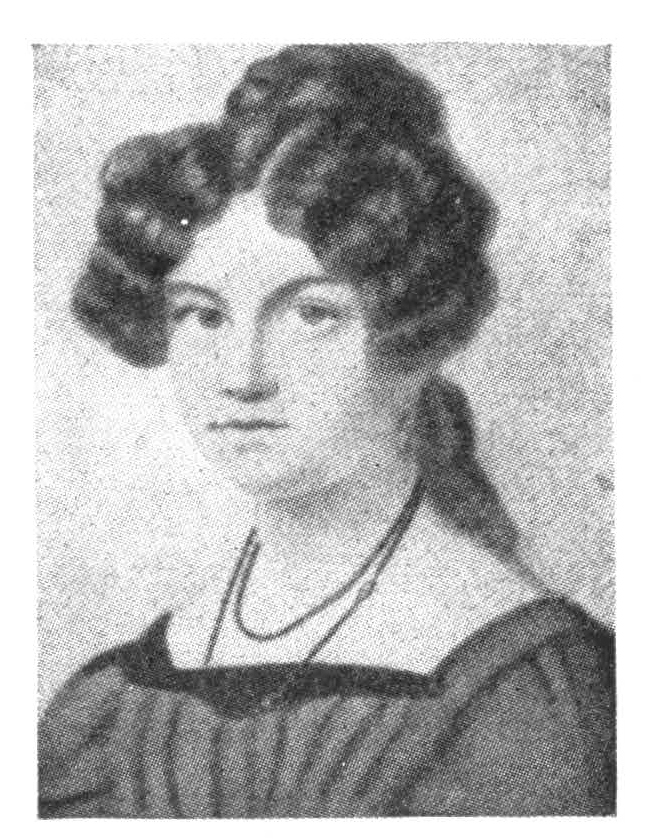
Pastellbildnis

Henriette Voigt, geb. Kuntze oder Kunze (* 24. November 1808 in Leipzig; † 15. Oktober 1839 ebenda), war eine deutsche Pianistin und Salonnière.

## Leben
Henriette Kuntze war eine Tochter von Karl Wilhelm Kuntze († Mai 1817), der in Leipzig als Sprachlehrer tätig war. Sie erhielt schon früh Klavierunterricht bei Karl Gottlieb Reißiger und Ludwig Berger in Leipzig und Berlin. 1830 heiratete sie den Leipziger Kaufmann und Bankkorrespondenten Carl Voigt (1805–1881). Er eröffnete im selben Jahr eine Seiden- und Garnhandlung (Berger & Voigt). Nach ihrer Hochzeit erteilte Henriette Voigt selbst Klavierunterricht.
Für Clara Wieck stellte sie zeitweise einen wichtigen Bezugspunkt dar, was sich unter anderem in der Widmung der Soirées Musicales op. 6 widerspiegelte. Vor allem am musikalischen Schaffen von Felix Mendelssohn Bartholdy, Ludwig Schuncke und Robert Schumann nahm sie großen Anteil. Sie pflegte Ludwig Schuncke auch, als dieser an Tuberkulose erkrankte und schließlich starb. 1839 erkrankte sie selbst an Tuberkulose und verstarb noch im Oktober desselben Jahres.
Henriette Voigt führte mehrere Jahre Tagebücher, die einen interessanten Einblick in das Leipziger Musikleben ihrer Zeit gewähren.
Schumann widmete ihr seine Klaviersonate g-Moll op. 22, Mendelssohn sein Lied ohne Worte in fis-Moll, das er mit einigen Veränderungen als Venezianisches Gondellied im zweiten Heft seiner Lieder ohne Worte als op. 30 Nr. 6 veröffentlichte. Des Weiteren widmeten ihr auch Ludwig Schuncke, Wilhelm Taubert, Ludwig Berger und Clara Schumann Kompositionen.

## Briefe
- Julius Gensel, Robert Schumanns Briefwechsel mit Henriette Voigt, in: Die Grenzboten, Jg. 51 (1892), Zweites Vierteljahr, S. 269–277, 324–337 und 368–375 (Digitalisat)
- Briefwechsel Robert und Clara Schumanns mit den Familien Voigt, Preußer, Herzogenberg und anderen Korrespondenten in Leipzig, hrsg. von Annegret Rosenmüller und Ekaterina Smyka (= Schumann-Briefedition, Serie II, Band 15), Köln: Dohr, 2016, ISBN 978-3-86846-026-1